# Estenosi de vàlvula pulmonar
L'estenosi de la vàlvula pulmonar (PVS) és un trastorn de la vàlvula cardíaca. La sang que va del cor als pulmons passa per la vàlvula pulmonar, que té com a finalitat evitar que la sang flueixi cap al cor. En l'estenosi de la vàlvula pulmonar aquesta obertura és massa estreta, cosa que provoca una reducció del flux de sang cap als pulmons.
Tot i que la causa més freqüent d’estenosi de la vàlvula pulmonar és la cardiopatia congènita, també pot ser deguda a un tumor carcinoide maligne. Tant l'estenosi de l'artèria pulmonar com l'estenosi de la vàlvula pulmonar són formes d'estenosi pulmonar (no valvular i valvular, respectivament) però l'estenosi de la vàlvula pulmonar representa el 80% de l'estenosi pulmonar. El PVS va ser la troballa clau que va portar Jacqueline Noonan a identificar la síndrome que ara es diu síndrome de Noonan.

## Símptomes i senyals

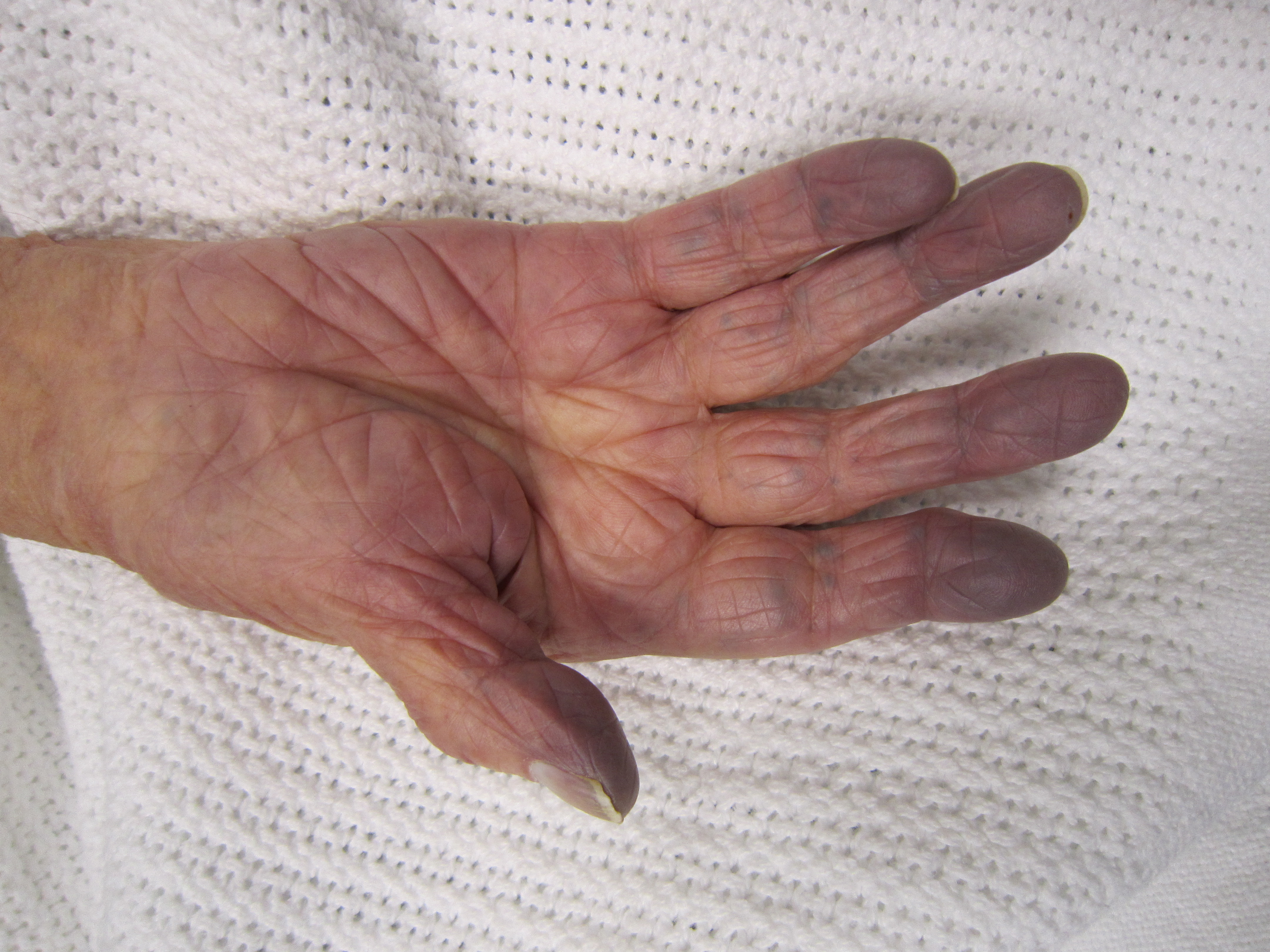
Cianosi

Entre els símptomes consistents en l'estenosi de la vàlvula pulmonar hi ha els següents:
- Buf cardíac
- Cianosi
- Dispnea
- Mareig
- Dolor al tòrax superior
- Trastorns del desenvolupament

## Causa
Pel que fa a la causa de l'estenosi de la vàlvula pulmonar, un percentatge molt elevat és congènit, el flux ventricular dret es veu obstaculitzat (o obstruït per això). Al seu torn, la causa es divideix en: valvular, externa i intrínseca (quan s'adquireix).

## Fisiopatologia
La fisiopatologia de l'estenosi de les vàlvules pulmonars consisteix en el fet que els folíols de les vàlvules es tornen massa gruixuts (per tant, no se separen els uns dels altres), cosa que pot provocar una pressió pulmonar elevada i hipertensió pulmonar. Tanmateix, això no significa que la causa sigui sempre congènita.
El ventricle esquerre es pot canviar físicament, aquests canvis són el resultat directe de la hipertròfia del ventricle dret. Un cop sotmesa l’obstrucció, aquest (ventricle esquerre) pot tornar a la normalitat.

## Diagnòstic
El diagnòstic d’estenosi de la vàlvula pulmonar es pot aconseguir mitjançant un ecocardiograma, a més d’una varietat d'altres mitjans entre ells: ecografia, en què es mostren imatges de les cambres cardíaques a l’úter on la vàlvula tricúspide té engrossiment (o a causa de la tetralogia de Fallot, síndrome de Noonan, i altres defectes congènits) i en la infància, l'auscultació del cor pot revelar la identificació d'un murmuri.
Algunes altres afeccions a tenir en compte (en el diagnòstic d’estenosi valvular pulmonar) són les següents:
- Estenosi infundibular
- Estenosi pulmonar supravalvular
- Estenosi de la vàlvula pulmonar displàstica

## Tractament
En termes de tractament per a l'estenosi de la vàlvula pulmonar, es pot indicar la substitució de la vàlvula o la reparació quirúrgica (segons si l'estenosi es troba a la vàlvula o al vas). Si l'estenosi valvular és d'origen congènit, la valvuloplàstia amb globus és una altra opció, segons els casos. Les vàlvules fetes de teixit animal o humà (s'utilitzen per substituir les vàlvules), en adults es poden utilitzar vàlvules metàl·liques.

## Epidemiologia
L'epidemiologia de l'estenosi de la vàlvula pulmonar es pot resumir per l'aspecte congènit que és la majoria dels casos, en termes generals el PVS és rar en la població general.